# Sinusitis
Sinusitis je upala paranazalnih sinusa čiji uzrok mogu biti bakterije, virusi, gljivice, alergije ili autoimune bolesti.
Upala može zahvatiti bilo koji od paranazalnih sinusa. Prema trajanju razlikujemo akutne upale (kraće od 4 tjedna), subakutne upale (4 do 12 tjedana) i kronične upale (duže od 12 tjedana). 